# Teatro Franco Zappalà
Il teatro Franco Zappalà è un teatro di Palermo.
Venne fondato il 9 febbraio 1996 da Franco Zappalà e da suo padre Nino, che ne è tuttora il direttore artistico.